# 凤凰路街道
凤凰路街道，是中华人民共和国陕西省西安市閻良區下辖的一个乡镇级行政单位。

## 行政区划
凤凰路街道下辖以下地区：
凤凰街社区、荆山社区、凤凰东路社区、文化路社区、竹苑社区、佳苑社区、铁路社区、迎宾社区、延凤社区、鸿飞社区、蓝天路社区、断垣村、三贤村、阎良村和新跃村。